# Eriphioides simplex
Eriphioides simplex är en fjärilsart som beskrevs av Rothschild 1912. Eriphioides simplex ingår i släktet Eriphioides, och familjen björnspinnare. Inga underarter finns listade i Catalogue of Life.